# Рафаель Мендес
Рафаель Мендес (ісп. Rafael Méndez, 1904, Ла-Пас, Болівія — 1982) — болівійський футболіст, що грав на позиції нападника, зокрема, за клуб «Універсітаріо Ла-Пас», а також національну збірну Болівії.

## Клубна кар'єра
Виступами за команду «Універсітаріо Ла-Пас» зі столиці держави. 

## Виступи за збірну
1926 року дебютував в офіційних матчах у складі національної збірної Болівії. Протягом кар'єри у національній команді, яка тривала 5 років, провів у її формі 9 матчів.
У складі збірної був учасником:
- Чемпіонату Південної Америки 1926 року у Чилі, де зіграв у всіх чотирьох іграх проти Чилі (1:7), Аргентини (0:5), Парагваю (1:6) і Уругваю (0:6)[1].
- Чемпіонату Південної Америки 1927 року у Перу, де став учасником трьох програних матчів проти Аргентини (1:7), Уругваю (0:9) і Перу (2:3)[2].
- Чемпіонату світу 1930 року в Уругваї, де зіграв проти Югославії (0:4)[3] і Бразилії (0:4)[4]. Був капітаном тієї команди.